# Cantó de Soston
El cantó de Soston és un cantó francès del departament de les Landes, situat al districte de Dacs. Té 11 municipis i el cap és Soston.

## Municipis
- Angressa
- Asur
- Magesc
- Massanjas
- Moliets e Mar
- Sent Jors de Maremne
- Senhòssa
- Sòrts e Òssagòr
- Soston
- Tòssa
- Lo Bocau Vielh

## Història
| Data d'elecció                           | Identitat        | Partit | Qualitat |
| ---------------------------------------- | ---------------- | ------ | -------- |
| 1976-1982                                | M. Barrère       | RPR    |          |
| 1982-1994                                | Jean-Yves Montus | PS     |          |
| 1994-2001                                | Louis Caulonque  | RPR    |          |
| 2001-2008                                | Jean-Yves Montus | PS     |          |
| 2008-                                    | Hervé Bouyrie    | PS     |          |
| les dades anteriors no són pas conegudes |                  |        |          |
|                                          |                  |        |          |

## Demografia
| 1962   | 1968   | 1975   | 1982   | 1990   | 1999   | 2006   |
| ------ | ------ | ------ | ------ | ------ | ------ | ------ |
| 12.050 | 13.050 | 14.591 | 15.728 | 17.106 | 20.374 | 24.540 |